# INS Arighat
Le INS Arighat est une variante améliorée du sous-marin de classe Arihant,,. Il s’agit du deuxième sous-marin nucléaire lanceur d'engins à propulsion nucléaire construit par l’Inde dans le cadre du projet Advanced Technology Vessel (ATV) visant à construire des sous-marins nucléaires au Ship Building Centre de Visakhapatnam. Il a le numéro de fanion S3,,
Le sous-marin a été lancé discrètement en 2017 et peu de choses ont été annoncées publiquement sur ses capacités et son état actuel. Le sous-marin était à l’origine connu sous le nom d’INS Aridhaman, mais il a été renommé INS Arighat lors de son lancement. Selon les rapports publiés au début de 2021, il aurait dû être mis en service fin 2021 aux côtés de l’INS (2013). Son admission a lieu le 29 août 2024.

## Description
Le bateau a une hélice à sept pales actionnée par un réacteur à eau pressurisée. Il peut atteindre une vitesse maximale de 12 à 15 nœuds (22 à 28 km/h) en surface et de 24 nœuds (44 km/h) lorsqu’il est immergé.
Le sous-marin a quatre tubes de lancement dans sa bosse, tout comme son prédécesseur. Il peut transporter jusqu’à douze missiles K-15 Sagarika (chacun d’une portée de 750 km), ou quatre des missiles K-4 (en) en cours de développement (avec une portée de 3 500 km),.

## Historique
Il a été équipé en décembre 2010. Il a été annoncé par les officiers de la marine qu’il serait lancé à la mi-2011. En l’occurrence, des années de retard ont suivi et, en octobre 2017, il a été signalé qu’il serait lancé en novembre ou décembre et subirait un équipement. Le lancement a eu lieu le 18 octobre 2017. Le INS Arighat devait être mis en service en 2021 après essais,,,. Le ministre indien de la Défense Rajnath Singh annonce celle-ci, après retards, le 29 août 2024.